# Équipe d'Australie des moins de 20 ans de football
Maillots
L'équipe de Australie de football des moins de 20 ans est une sélection de joueurs australiens de moins de 20 ans placée sous la responsabilité de la Fédération d'Australie de football. 
Elle a remporté à 12 reprises le Championnat des moins de 20 ans d'Océanie et s'est hissée dans le dernier carré en Coupe du monde lors des éditions 1991 et 1993.

## Histoire
L’équipe Australienne des moins de 20 ans est la plus titrée de Championnats de football D’Océanie remportant pratiquement tout trophées de la région où elle a participé, de ceux jours jusqu’à la date du 1er janvier 2006, face à ses nombreux échecs en barrages de Coupe du monde et à son désir d'étalonner ses clubs à des équipes de niveau supérieur, la fédération australienne décide de quitter l'OFC et de rejoindre l’AFC, la Confédération asiatique de football. 

## Parcours en compétition internationale

### Coupe du monde des moins de 20 ans
- 1977 : Ne participe pas
- 1979 : Ne participe pas
- 1981 : Quart de finale
- 1983 : Phase de groupes
- 1985 : Phase de groupes
- 1987 : Phase de groupes
- 1989 : Non qualifiée
- 1991 : 4e
- 1993 : 4e
- 1995 : Quart de finale
- 1997 : Huitième de finale
- 1999 : Phase de groupes
- 2001 : Huitième de finale
- 2003 : Phase de groupes
- 2005 : Huitième de finale
- 2007 : Non qualifiée
- 2009 : Phase de groupes
- 2011 : Phase de groupes
- 2013 : Phase de groupes
- 2015 : Non qualifiée
- 2017 : Non qualifiée
- 2019 : Non qualifiée
- 2023 : Non qualifiée
- 2025 : qualifiée

## Palmarès

### Championnat d'Océanie de football des moins de 20 ans
- Vainqueur en 1978, 1982, 1985, 1986, 1988, 1990, 1994, 1997, 1998, 2001, 2002 et 2005
- Finaliste en 1980

### Championnat d'Asie de football des moins de 19 ans
- Vainqueur en 2025
- Finaliste en 2010